# كورتيس براون (لاعب كرة قدم أمريكية)
كورتيس براون (بالإنجليزية: Curtis Brown)‏ هو لاعب كرة قدم أمريكية أمريكي، ولد في 7 ديسمبر 1954 في سانت تشارلز في الولايات المتحدة، وتوفي في 31 يوليو 2015 في سانت لويس في الولايات المتحدة.

## وصلات خارجية
- كورتيس براون على موقع مرجع كرة القدم المحترفة.كوم (الإنجليزية)